# Kanton Vallon-Pont-d’Arc
Der Kanton Vallon-Pont-d’Arc ist ein französischer Wahlkreis im Département Ardèche in der Region Auvergne-Rhône-Alpes. Er umfasst 30 Gemeinden. Sein bureau centralisateur ist in Vallon-Pont-d’Arc. Im Rahmen der landesweiten Neuordnung der französischen Kantone wurde er im Frühjahr 2015 erheblich erweitert.

## Gemeinden
Der Kanton besteht aus 30 Gemeinden mit insgesamt 21.298 Einwohnern (Stand: 1. Januar 2022) auf einer Gesamtfläche von 495,23 km²:
| Gemeinde                 | Einwohner 1. Januar 2022 | Fläche km² | Dichte Einw./km² | Code INSEE | Postleitzahl |
| ------------------------ | ------------------------ | ---------- | ---------------- | ---------- | ------------ |
| Balazuc                  | 383                      | 18,90      | 20               | 07023      | 07120        |
| Bessas                   | 234                      | 17,18      | 14               | 07033      | 07150        |
| Chassiers                | 992                      | 12,26      | 81               | 07058      | 07110        |
| Chauzon                  | 429                      | 10,68      | 40               | 07061      | 07120        |
| Chazeaux                 | 134                      | 4,62       | 29               | 07062      | 07110        |
| Grospierres              | 931                      | 27,30      | 34               | 07101      | 07120        |
| Joannas                  | 317                      | 11,93      | 27               | 07109      | 07110        |
| Labastide-de-Virac       | 322                      | 23,32      | 14               | 07113      | 07150        |
| Labeaume                 | 684                      | 17,76      | 39               | 07115      | 07120        |
| Lagorce                  | 1.227                    | 69,49      | 18               | 07126      | 07150        |
| Largentière              | 1.496                    | 7,22       | 207              | 07132      | 07110        |
| Laurac-en-Vivarais       | 1.045                    | 8,97       | 116              | 07134      | 07110        |
| Montréal                 | 569                      | 6,15       | 93               | 07162      | 07110        |
| Orgnac-l’Aven            | 566                      | 21,84      | 26               | 07168      | 07150        |
| Pradons                  | 537                      | 7,98       | 67               | 07183      | 07120        |
| Prunet                   | 134                      | 8,81       | 15               | 07187      | 07110        |
| Rochecolombe             | 222                      | 21,50      | 10               | 07190      | 07200        |
| Rocher                   | 296                      | 3,09       | 96               | 07193      | 07110        |
| Ruoms                    | 2.286                    | 12,14      | 188              | 07201      | 07120        |
| Saint-Alban-Auriolles    | 1.101                    | 17,57      | 63               | 07207      | 07120        |
| Saint-Maurice-d’Ardèche  | 373                      | 5,19       | 72               | 07272      | 07200        |
| Saint-Remèze             | 848                      | 42,69      | 20               | 07291      | 07700        |
| Salavas                  | 731                      | 17,11      | 43               | 07304      | 07150        |
| Sampzon                  | 244                      | 8,39       | 29               | 07306      | 07120        |
| Sanilhac                 | 444                      | 20,95      | 21               | 07307      | 07110        |
| Tauriers                 | 203                      | 4,51       | 45               | 07318      | 07110        |
| Uzer                     | 418                      | 3,51       | 119              | 07327      | 07110        |
| Vagnas                   | 628                      | 23,83      | 26               | 07328      | 07150        |
| Vallon-Pont-d’Arc        | 2.469                    | 28,62      | 86               | 07330      | 07150        |
| Vogüé                    | 1.035                    | 11,72      | 88               | 07348      | 07200        |
| Kanton Vallon-Pont-d’Arc | 21.298                   | 495,23     | 43               | 0715       | –            |

Bis zur landesweiten Neuordnung der französischen Kantone im März 2015 gehörten zum Kanton Vallon-Pont-d’Arc die 11 Gemeinden Balazuc, Bessas, Labastide-de-Virac, Lagorce, Orgnac-l’Aven, Pradons, Ruoms, Salavas, Sampzon, Vagnas und Vallon-Pont-d’Arc. Sein Zuschnitt entsprach einer Fläche von 248,80 km2. Er besaß vor 2015 den INSEE-Code 0726.

## Politik
| Vertreter im Departementrat | Vertreter im Departementrat         | Vertreter im Departementrat |
| Amtszeit                    | Namen                               | Partei                      |
| --------------------------- | ----------------------------------- | --------------------------- |
| 2015–                       | Laurence Allefresde Laurent Ughetto | UG                          |